# 小学館ジュニア文庫
『小学館ジュニア文庫』（しょうがくかんじゅにあぶんこ）は、2009年に発刊した小学館の児童書レーベル。兄弟レーベルに劇場版の実写・アニメ作品のノベライズのみを扱う『小学館ジュニアシネマ文庫』があったが休刊のち、一部の作品はこちらに統合された。

## 刊行ラインナップ
五十音順に掲載。
- 『アイドル誕生! こんなわたしがAKB48に!?』 柏木由紀・著 笹木一二三・絵
- 『あの夏のルカ』 スティーブ・ベーリング・著 梅津かおり・訳
- 『ウィッシュ』 エリン・ファリガンド・著 代田亜香子・訳
- 『オオカミ神社におねがいっ!』シリーズ
- 『カーズ』リサ・パパディメトリュー・著 代田亜香子・訳
- 『華麗なる探偵アリス&ペンギン』シリーズ 南房秀久・著 あるや・絵
- 『今日から俺は!!劇場版』西森博之・原作 江橋よしのり・著 福田雄一・脚本・監督
- 『クルエラ』エリザベス・ルドニック・著 井上舞・訳
- 『小説アオアシ』シリーズ 小林有吾・原作・絵 江橋よしのり・著
- 『小説青のオーケストラ』シリーズ 阿久井真・原作 時海結以・著
- 『小説イナズマイレブン アレスの天秤』シリーズ レベルファイブ・原作 江橋よしのり・著 日野晃博・総監督
- 『小説イナズマイレブン オリオンの刻印』レベルファイブ・原作 江橋よしのり・著 日野晃博・総監督
- 『小説映画ドラえもん』シリーズ 藤子・F・不二雄・原作
- 『ズートピア』スーザン・フランシス・著 代田亜香子・訳
- 『探偵ハイネは予言をはずさない』シリーズ 南房秀久・著 わたあめ・絵
- 『ディズニーヴィランズのこわい話』シリーズ  ヴェラ・ストレンジ・著 代田亜香子・訳
- 『ニホンブンレツ』(上下巻) 山田悠介・著 Wogura・絵
- 『ヒノマルソウル〜舞台裏の英雄たち〜』涌井学・著 杉原憲明、鈴木謙一・脚本
- 『ペット』澁谷正子・著
- 『ペット2』 デイヴィッド・ルーマン・著 関根光宏・訳
- 『三つ子ラブ注意報!』シリーズ 小春りん・著 柚木ウタノ・絵
- 『名探偵コナン』シリーズ 青山剛昌・原作
- 『メチャ盛りユーチューバーアイドルいおん☆』 山本李奈・著 ふじたはすみ・絵
- 『ゆめかわ☆ ここあのコスメボックス』シリーズ 伊集院くれあ・著 池田春香・絵
- 『私ときどきレッサーパンダ』シンシア・リュウ・著 代田亜香子・訳